# Gala Caldirola
Galadriel Caldirola (Alicante, 15 de octubre de 1993), más conocida artísticamente como Gala Caldirola. Se dio a conocer en 2012 en Mujeres y Hombres y Viceversa, convirtiéndose en una figura mediática y concursante de reality shows. 
Su trayectoria la ha llevado por distintos países y formatos televisivos, convirtiéndola en una figura destacada en el mundo de los realities.  

## Biografía
Gala nació el 15 de octubre de 1992 en la ciudad de Alicante, donde creció junto a su hermano mellizo Merlín. A la edad de seis años sus padre se separaron y fueron a vivir con su madre. Su padre tuvo problemas con adicción a la heroína y se contrajo con VIH. 
A sus 17 años, en España, trabajaba como modelo en eventos y le ofrecieron hacer un casting y quedo en un docureality. Fue candidata en el certamen de Reina del Festival Viña del Mar en Chile, lo que le permitió ganar aún más visibilidad en el país.
En 2012  sufrió un grave accidente vehicular junto a su pareja, Alberto Santana, que la dejó con la mitad del rostro desfigurado y tuvo que someterse a una operación para reconstruirlo con placas metálicas. 
Se casó con el futbolista Mauricio Isla, con quien tiene una hija llamada Luz Elif Isla (nacida en 2018) y vivieron en Turquía. Su relación de seis años se volvió durante una temporada una de las más mediáticas y seguidas por la prensa, tanto por la prensa chilena como por la prensa española. La pareja decidió pasar por el altar dos veces, la primera vez por el rito civil y la segunda vez por el rito religioso. Se separaron en 2021. 

## Trayectoria profesional

#### 2012–2019: Primeros pasos en televisión y consolidación en Chile
En 2012, Gala se dio a conocer en España al participar en el programa Mujeres y Hombres y Viceversa (MyHyV) de Telecinco. Comenzó como pretendienta y, con 19 años, se convirtió en tronista. Durante su paso por el programa, tuvo una relación mediática con Alberto Santana.
En 2015, decidió dar un giro a su carrera y trasladarse a Chile, donde participó en el reality Volverias con tu ex un programa de telerrealidad en el que parejas y solteros convivían en una casa-estudio. Aunque no ganó el concurso, su carisma la convirtió en una de las concursantes más queridas.
En redacción
En 2025, decidió regresar a España y unirse al elenco de Supervivientes 2025 , lo que marca su retorno a la televisión española tras varios años en Hispanoamérica.

## Televisión
| Año       | Título                                 | Rol                     | Notas          |
| --------- | -------------------------------------- | ----------------------- | -------------- |
| 2012–2014 | Mujeres y Hombres y Viceversa          | Pretendiente / Tronista |                |
| 2016      | ¿Volverías con tu ex?                  | Participante            | Semifinalista  |
| 2017      | Así somos                              | Panelista               |                |
| 2020      | Bailando por un sueño Chile            | Participante            | Cancelado      |
| 2021      | El discípulo del chef                  | Participante            | 2.ª finalista  |
| 2021      | La divina comida                       | Anfitriona / Comensal   | Capítulo 13    |
| 2022      | El discípulo del chef: La gran batalla | Participante            | 7.ª eliminada  |
| 2024      | ¿Ganar o servir?                       | Participante            | 16.ª eliminada |
| 2024–2025 | Palabra de honor                       | Participante            | 13.ª eliminada |
| 2025      | Supervivientes                         | Participante            | 3.ª expulsada  |